# 浜本宏
浜本 宏（はまもと ひろし、1952年4月22日 - ）は、日本の法学者、政治家。民主党所属の元衆議院議員（1期）。

## 概要
兵庫県神戸市出身。両親が共に政治家という家庭に育つ。兵庫県立御影高等学校、関西学院大学法学部法学科卒業、関西大学大学院法学研究科博士前期課程修了。その後、衆議院議員・永江一仁の議員秘書を経て、京都大学法学部研修員となる。この時期に高坂正堯に師事。その後、芦屋大学臨床教育学部国際コミュニケーション教育科教授ならびに芦屋大学・芦屋女子短期大学キャリア支援センター長を務める。また、民主党兵庫県連常任幹事も務めた。
2009年の第45回衆議院議員総選挙に比例近畿ブロックより出馬し、初当選。現在、民主党兵庫県連幹事長代理。
2012年の第46回衆議院議員総選挙では前回選挙で民主党公認の立候補者のいなかった兵庫9区から出馬したが、落選した。

## 兵庫1区公認問題
2005年の第44回衆議院議員総選挙における惨敗の後、党本部は「65歳以上の元職の公認を原則行わない」と表明した（その後、この内規は田中慶秋らの公認によりなし崩しとなる）。このため、当時兵庫1区の候補者だった石井一は当時71歳だったため公認が難しい状況となった。石井が2007年の第21回参議院議員選挙に出馬し当選したこともあって後任候補の選定が進められた。その課程で連合兵庫が推す浜本と保守系議員が推す兵庫県議の加藤修が名乗りを上げ、双方が譲らぬまま対立が深まる事態となった。2008年に民主党兵庫県連は浜本の兵庫1区公認を党本部に申請するも却下された。このため、浜本は兵庫1区からの出馬を断念。再協議の末、無戸籍児問題訴訟などで知名度の高かった兵庫県議の井戸正枝が公認候補となり、党本部もこれを了承した。これを受け、加藤も出馬断念を表明した。